# Oscularia cremnophila
Oscularia cremnophila är en isörtsväxtart som beskrevs av Van Jaarsv., Desmet och A.E.van Wyk. Oscularia cremnophila ingår i släktet Oscularia och familjen isörtsväxter. Inga underarter finns listade i Catalogue of Life.